# Travellinckx
 (juillet 2025).
Pour plus de détails, voir Fiche technique et Distribution.
Travellinckx est un film belge de Bouli Lanners sorti en 1999. Fiction de 17 minutes, tournée en noir et blanc, en super8, agrandi en 35mm et sous-titrée en anglais.

## Synopsis
Didier, 39 ans, hypocondriaque et dépressif, est persuadé qu'il va mourir d'un moment à l'autre. Dans l'espoir d'une réconciliation avec son père, il décide de se faire filmer à travers la Wallonie, et de lui offrir le film en guise de testament. Au cours du tournage, Marc Dutroux, l'ennemi public numéro un, s'évade...

## Fiche technique
- Titre : Travellinckx
- Réalisation : Bouli Lanners
- Scénario : Bouli Lanners, avec la collaboration de Jean-François Lemaire
- Image : Jean-Paul Dezaetijd
- Son : Stéphane Morel et Thierry Tirtiaux
- Montage : Philippe Bluard et Philippe Bourgueil
- Musique : Jarby Mc Coy
- Producteur délégué : Jacques-Henri Bronckart
- Dates de sortie : 30 juin 1999

## Distribution
- Didier Toupy : Didier

## Autour du film
- Le film a été tourné grâce à l'apport financier, outre Latitudes Production, de multiples coproducteurs réunis au sein de l'association Les Amis du Travelling (1.000 francs belges par participant).
- Didier Toupy a effectué un court séjour en prison, entre la fin du tournage et la sortie du film.
- Travellinckx a été diffusé au Festival du Film social de Charleroi, au festival Oh, ce court!, au Botanique, à Bruxelles, au festival Le court en dit long, à Paris. Le film a également été diffusé sur Arte, le 22 avril 1999, dans le cadre d'une soirée Théma consacrée à l'affaire Dutroux.
- Bouli Lanners a dédié le film à son père, Joseph Lanners.

## Récompenses
- Mention décernée par le jury Média 10-10
- Mention spéciale au prix Sabam du meilleur court-métrage belge (1999)